# Garnay
Garnay és un municipi francès, situat al departament de l'Eure i Loir i a la regió de Centre – Vall del Loira. L'any 2007 tenia 910 habitants.

## Demografia

### Població
El 2007 la població de fet de Garnay era de 910 persones. Hi havia 354 famílies, de les quals 58 eren unipersonals (19 homes vivint sols i 39 dones vivint soles), 148 parelles sense fills, 136 parelles amb fills i 12 famílies monoparentals amb fills.
La població ha evolucionat segons el següent gràfic:
Habitants censats

### Habitatges
El 2007 hi havia 386 habitatges, 357 eren l'habitatge principal de la família, 17 eren segones residències i 12 estaven desocupats. 379 eren cases i 3 eren apartaments. Dels 357 habitatges principals, 307 estaven ocupats pels seus propietaris, 44 estaven llogats i ocupats pels llogaters i 6 estaven cedits a títol gratuït; 2 tenien una cambra, 13 en tenien dues, 32 en tenien tres, 97 en tenien quatre i 212 en tenien cinc o més. 223 habitatges disposaven pel capbaix d'una plaça de pàrquing. A 135 habitatges hi havia un automòbil i a 203 n'hi havia dos o més.

### Piràmide de població
La piràmide de població per edats i sexe el 2009 era:
| Homes | Edats   | Dones |
| ----- | ------- | ----- |
| 0     | 95 o +  | 0     |
| 0     | 90 a 94 | 0     |
| 0     | 85 a 89 | 12    |
| 8     | 80 a 84 | 4     |
| 12    | 75 a 79 | 24    |
| 12    | 70 a 74 | 16    |
| 16    | 65 a 69 | 4     |
| 28    | 60 a 64 | 12    |
| 20    | 55 a 59 | 40    |
| 52    | 50 a 54 | 52    |
| 80    | 45 a 49 | 72    |
| 12    | 40 a 44 | 36    |
| 28    | 35 a 39 | 40    |
| 24    | 30 a 34 | 24    |
| 28    | 25 a 29 | 20    |
| 36    | 20 a 24 | 16    |
| 44    | 15 a 19 | 36    |
| 20    | 10 a 14 | 32    |
| 48    | 5 a 9   | 24    |
| 20    | 0 a 4   | 20    |

## Economia
El 2007 la població en edat de treballar era de 659 persones, 475 eren actives i 184 eren inactives. De les 475 persones actives 440 estaven ocupades (224 homes i 216 dones) i 35 estaven aturades (16 homes i 19 dones). De les 184 persones inactives 91 estaven jubilades, 55 estaven estudiant i 38 estaven classificades com a «altres inactius».

### Ingressos
El 2009 a Garnay hi havia 364 unitats fiscals que integraven 962,5 persones, la mediana anual d'ingressos fiscals per persona era de 23.124 €.

### Activitats econòmiques
Dels 31 establiments que hi havia el 2007, 3 eren d'empreses de fabricació d'altres productes industrials, 11 d'empreses de construcció, 7 d'empreses de comerç i reparació d'automòbils, 2 d'empreses de transport, 1 d'una empresa d'hostatgeria i restauració, 1 d'una empresa d'informació i comunicació, 3 d'empreses de serveis, 2 d'entitats de l'administració pública i 1 d'una empresa classificada com a «altres activitats de serveis».
Dels 11 establiments de servei als particulars que hi havia el 2009, 2 eren tallers de reparació d'automòbils i de material agrícola, 1 paleta, 1 guixaire pintor, 4 fusteries i 3 lampisteries.
L'únic establiment comercial que hi havia el 2009 era una botiga d'equipament de la llar.
L'any 2000 a Garnay hi havia 4 explotacions agrícoles que ocupaven un total de 880 hectàrees.

## Equipaments sanitaris i escolars
El 2009 hi havia una escola elemental.

## Poblacions més properes
El següent diagrama mostra les poblacions més properes.